# لودفيغ نوبل
لودفيغ نوبل (بالسويدية:Ludvig Immanuel Nobel) (بالروسية: Лю́двиг Эммануи́лович Нобе́ль (‏ ستوكهولم 27 يوليو 1831 - مارس 1888 سانت بطرسبرغ) مهندس روسي من أصل سويدي وابن للمهندس السويدي عمانوئيل نوبل وشقيق ألفرد نوبل وروبرت نوبل أسس من شقيقه روبرت نوبل شركة برانوبل النفطية.

## حياته
ولد لودفينغ نوبل في العاصمة السويدية إستوكهولم سنة 1831، درس الهندسة الفنية وانتقل مع أسرته إلى مدينة العلم والثقافة الأوروبية وقتئذ سانت بطرسبرغ الروسية القيصرية والتي تقع شرق الخليج الفنلندي في بحر البلطيق، حيث كان والده يمتلك منطقة لصناعة المحركات والسفن البخارية والمدمرات ألبارجات البحرية والبنادق والمسدسات والألغام القتالية ومركزا للأبحاث والتجارب فيها.
روبرت نوبل مواليد النمسا سنة 1829م هو من دفع عائلة نوبل للعمل بصناعة النفط في مدينة باكو أذربيجان الروسية بعد أن اشترى ارض ومصفاة فيها سنة 1873م وقد لحق به شقيقة ludvig nobel وأسسوا مجموعة من شركات القطران هناك.
وأهمها شركة برنوبل برأسمال قدره 25,000 روبل ارتفع إلى 450,000 كقيمة سوقية وفي سنة 1879م أدرج في بورصة سانت بطرسبرغ حيث وصلت قيمتها إلى ثلاث ملاين روبل ثم تم الاستلاء عليها من قبل البلاشفة الروس سنة 1920م بعد التأميم العام في الاتحاد السوفيتي السابق هذا وتوفي روبرت سنة 1896م.
وبعد انتهاء حرب القرم سنة 1856 م بانهزام الجيش القيصري الروسي أمام جيش الخلافة الإسلامية خفضت القيصرية الروسية ميزانيتها العسكرية فرفع الدائنون الأوربيون والروس قضايا جمة على شركة إيمانويل نوبل، بعد أن عجزت عن دفع ما عليها من مستحقات مالية والتزامات تصنيعية وعقود موثقة ونجحوا في بيعها لصالحهم سنة 1862م.
إلى أن ابنه لودفينغ لم ييأس وسرعان ما افتتح مصنع صغير لأنتاج القذائف والذخائر والأسلحة الخفيفة والمتوسطة، وفي سنة 1870 م اضطر القيصر الروسي ألكسندر الثاني نيكولاي يفيتش رومانوف إلى بيع نفط باكو الأذربيجاني بالمزاد العلني لبناء جيش روسي جديد حديث وقوي وفي سنة 1873 م طلبت قيادة الجيش الروسي كمية كبيرة من البنادق القتالية والذخائر ضمن صفقة تسليح كبرى.
 فأرسل لودفينغ شقيقه روبرت نوبل إلى منطقة القوقاز ليشتري خشب أشجار الجوز الجاف التي كانت تستعمل في صناعة البنادق القتالية لصلابتها، إلى أن الأخير اشترى بدل ذلك مصفاة صغيرة للنفط في مدينة باكو بعد أن وجد كمية كبيرة منه هناك بسعر مغري جدا محاولا تغير نشاط العائلة من صناعة السلاح إلى صناعة القطران، فشجعه شقيقه لودوفينغ وأرسل له مزيد من الأموال التي كانت بحوزته وأسسوا في باكو سنة 1876م شركة نوبل إخوان للنفط براس مال قدره 25 ألف روبل شركة بارانوبل النفطية.
 ومركز للأبحاث الكيمائية والبيولوجية واستحوذوا لاحقا على عدد أكبر من مصافي النفط ومصانع العلاج والفرز والتقطير بدعم وتشجيع من ولي العهد الروسي القيصر ألكسندر رومانوف الثالث حيث بداء بعض رجال الأعمال الروس الاستثمار معهم بعد أن رفعت المصارف الروسية سقف الأتمان لهم حتى وصل رأسمال الشركة إلى 450 ألف روبل، وفي سنة 1879 م نقل لودوفنغ المقر المالي العام للشركة إلى عاصمة روسيا آنذاك سانت بطرسبرغ وطرحها للمشاركة العامة براس مال سوقي قدره ثلاث ملايين روبل فتقدم البارون بيتر فون بلدريغ بشراء حصة ما يعادل 31 %، أما لودوفنغ فأحتفظ ب 53 % والباقي توزع على الشكل التالي الفرد نوبل 3.8 % وروبرت نوبل 3.3% والسير زبلاسكيف 4.7% والبارون ألكسندر فون بلدريغ 1.7%، وهكذا أصبحت شركة برانوبل إخوان من كبرى شركات صناعة النفط في العالم بعد استندارد اويل وطلق عليها لقب «الإمبراطورية» وكون منطقة باكو على بحر قزوين تصنف على أنها إقليم حبيس تجاريا فكان لا بد من نقل النفط إلى البحر الأسود ومنه إلى بحر مرمرة حيث يصل للبحر المتوسط والعالم عبر مضيق البوسفور لذلك أنشئت شركة بارنوبل سنة 1883 م مراكز تخزين عملاقة للخام والكيروسين المعالج في مدينة باتوني الجورجية على البحر الأسود، فالمسافة ما بين مدينة باكو ومدينة باتوني تقدر ب 600 كلم وكانت عملية النقل عبر العربات وقوافل الجمال مكلفة نوعا ما وهذا كان السبب الرئيس برفع سعر التكلفة مقارنتا بالأسعار التي تقدمها شركة ستندارد اويل الأمريكية إلى أوروبا. وهنا تدخل البارون الفرنسي الفونس روتشيلد الذي أصبح لاحقا الشرك الاستراتيجي لنوبل إخوان وقام بأنشاء وتمويل مشروع استثماري ضخم وهو سكة حديد متقدمة متطورة لقطر خزنات النفط من باكو إلى بيتوني ومن ثم ساهم بمد خطوط الأنابيب المباشرة إلى هناك  هذا ونقل لودوفنغ  خبرته وشقيقه  بمجال تصنيع السفن التجارية والحربية ليخترع أول ناقلة نفط عملاقة في العالم وهي زرداتش وتم بناء اثنين منها وقد نجحت نجاح باهر وتحول العالم أكثر من أي وقت مضى إلى تجارة النفط بسبب سهولة نقله بكميات كبيرة ويرجع هذا الفضل إلى لودفينغ نوبل في حين أن منطقة باكو أضحت المصدر الأول للنفط في العالم آنذاك لغزارة الإنتاج، حيث كانت تنتج نصف الكمية المطلوبة من الكيروسين الروسي، بعد أن حولتها شركة بارنوبل النفطية إلى مقر دولي لأعمال الذهب الأسود حيث توسعت نشاطاتها بشكل كبير جدا بعد أن بنوا المخازن الكبرى ومصانع التكرير ومنصات الاستخراج واستحضروا عربات النقل وقطارات سكك الحديد وسفن الشحن النهرية والبحرية ومحطات التوزيع إلى أوروبا وسائر روسيا والقوقاز واسيا الوسطى بأعداد تفوق أي شركة منافسة لاهم.كما أنشئوا سنة 1882 م في مدينة كيشلا بإقليم باكو فيلا باترول التي أصبحت لاحقا متحف تاريخي لأعمال الأخوين نوبل، وساهموا ببناء مدينة الأسود ومدينة العمال ومدينة الإداريين ومدينة المهندسين، وجميعها كانت تحتوي على الحدائق العامة والمنتزهات والمدارس وقاعات الاحتفالات والمحاضرات والأفراح والمكتبات المتخصصة ومراكز التسوق والمستشفيات وأماكن الترفيه للصغار والأطفال ومقر أعلامي وأخباري، جعلت من العاملين هناك يشعرون بإنسانيتهم وانتمائهم الفكري والعملي إلى تلك المنطقة.

## وفاته
توفي لودفينغ في مدينة سانت بطرسبرغ سنة 1888م عن عمر ناهز السابعة والخمسون عامًا.